# Asynapta cerealis
Asynapta cerealis är en tvåvingeart som först beskrevs av Sauter 1817.  Asynapta cerealis ingår i släktet Asynapta och familjen gallmyggor.
Artens utbredningsområde är Tyskland. Inga underarter finns listade i Catalogue of Life.